# اتصال چنبره‌ای
اتصال چنبره‌ای یک توپولوژی شبکه بدون سوئیچ برای اتصال گره‌های پردازنده در یک سیستم کامپیوتری موازی است.

نمودار اتصال چنبره سه بعدی. این اتصال به هشت گره محدود نمی‌شود، بلکه می‌تواند از هر تعداد گره در یک آرایه مستطیلی مشابه تشکیل شود.

## معرفی
در هندسه، یک چنبره با چرخش یک دایره حول محوری هم سطح با دایره ایجاد می‌شود. با وجود اینکه این یک تعریف کلی در هندسه است، ویژگی‌های توپولوژیکی این نوع شکل، توپولوژی شبکه را در ذات خود توصیف می‌کند.

### شهود هندسی
تصاویر زیر چنبره‌های یک بعدی و دو بعدی را نشان می‌دهند. چنبره یک بعدی یک دایره ساده است و چنبره دو بعدی به شکل یک دونات است. انیمیشن زیر نشان می‌دهد که چگونه یک چنبره دو بعدی از یک مستطیل با اتصال دو جفت لبه مقابل آن ایجاد می‌شود. در اینجا مفهوم چنبره برای توصیف اینکه اساساً شروع و پایان یک دنباله از گره‌ها به هم متصل شده‌است، مانند یک دونات استفاده می‌شود. برای تشریح بهتر مفهوم و درک اینکه توپولوژی در اتصال شبکه به چه معناست، سه مثال از گره‌های موازی به هم پیوسته با استفاده از توپولوژی چنبره ارائه می‌دهیم. در یک بعد، توپولوژی چنبره معادل یک شبکه اتصال حلقه‌ای به شکل دایره است. در حالت دو بعدی، معادل مش دو بعدی است، اما با اتصال اضافی در گره‌های لبه، که تعریف چنبره دو بعدی است.

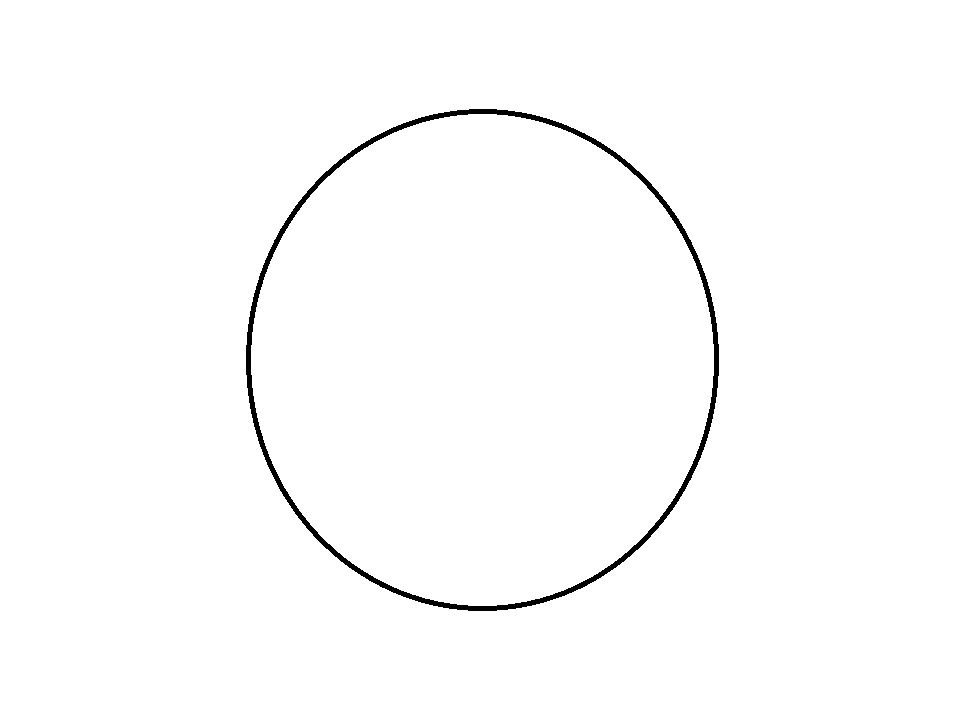
مثال چنبره ۱ بعدی، یک دایره.
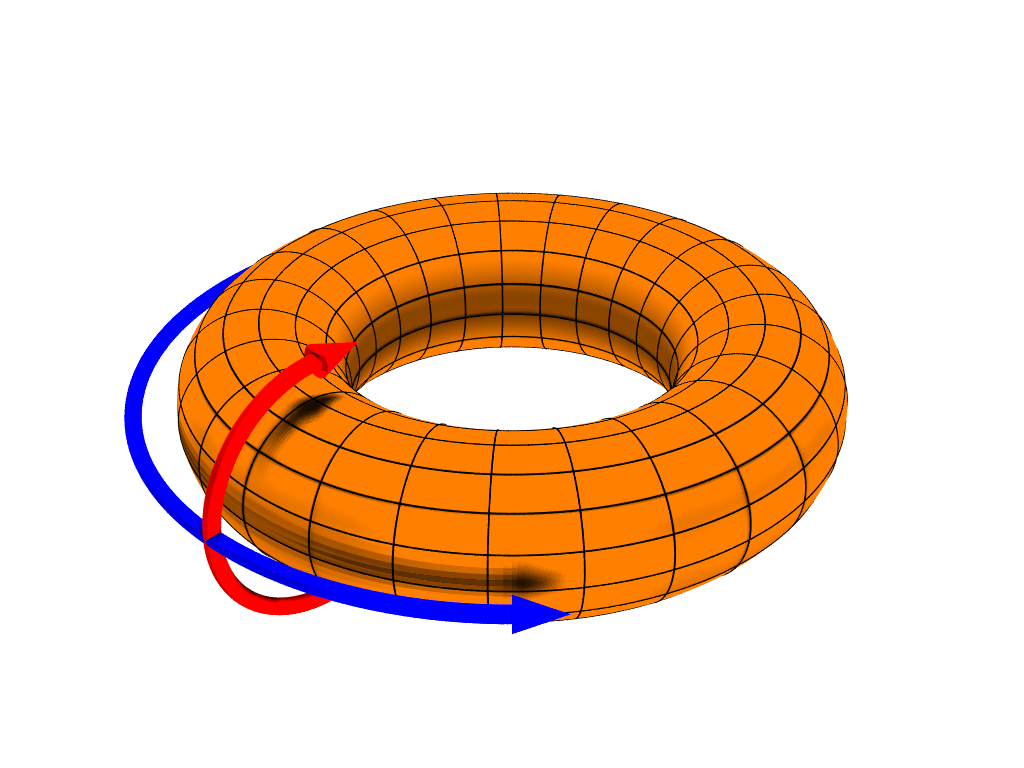
مثال چنبره دوبعدی، یک دونات.
تولید یک چنبره دو بعدی از یک مستطیل دو بعدی.

### توپولوژی شبکه چنبره‌ای
از روی اشکال بالا می‌توانیم قاعده را تعمیم دهیم. اتصال چنبره‌ای یک توپولوژی بدون سوئیچ است که می‌تواند به عنوان یک اتصال شبکه توری با گره‌هایی که در یک آرایه مستطیلی با ابعاد N = ۲، ۳ یا بیشتر چیده شده‌اند، به همراه پردازنده‌های متصل به نزدیکترین همسایگان خود و پردازنده‌های متناظر متصل در لبه‌های مقابل آرایه دیده شود. در این شبکه، هر گره دارای 2N اتصال است. این توپولوژی نام خود را از این واقعیت گرفته‌است که شبکه تشکیل شده در این روش از نظر توپولوژیکی با یک چنبره N-بعدی همگن است.

## تجسم
تجسم سه بعد اول توپولوژی شبکه چنبره‌ای راحت‌تر است و در زیر توضیح داده شده:

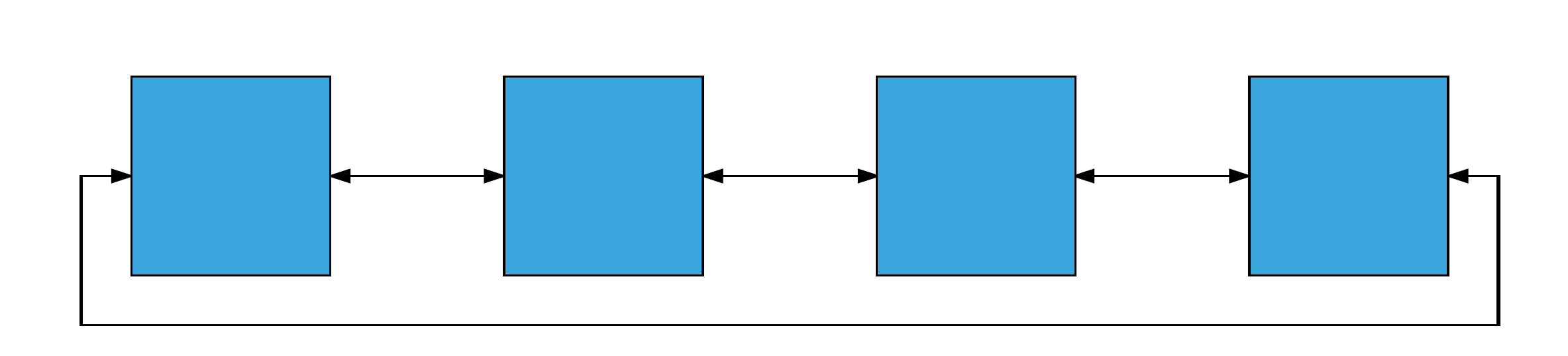
تصویر ۱ بعدی Torus
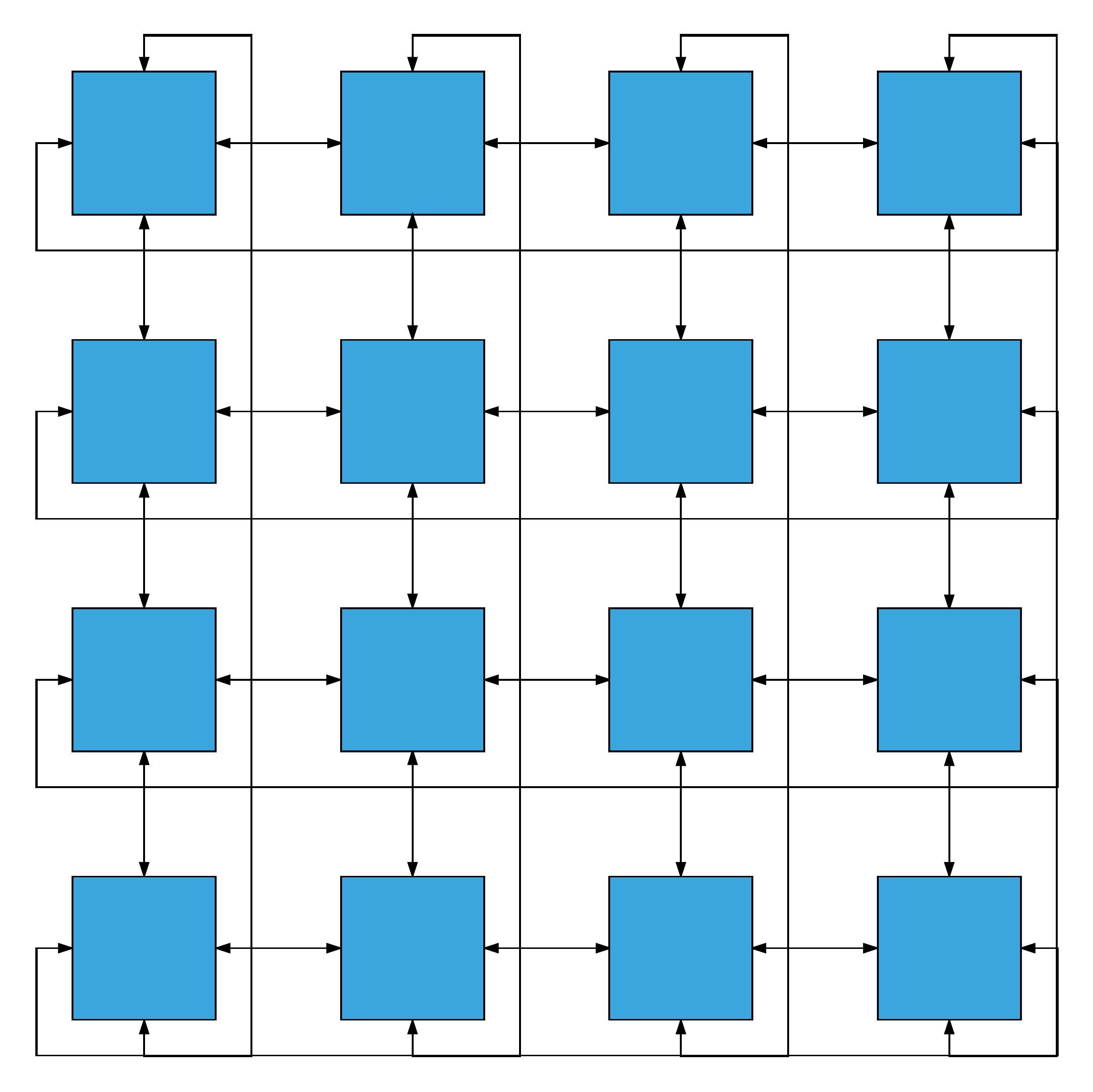
تصویر ۲ بعدی Torus
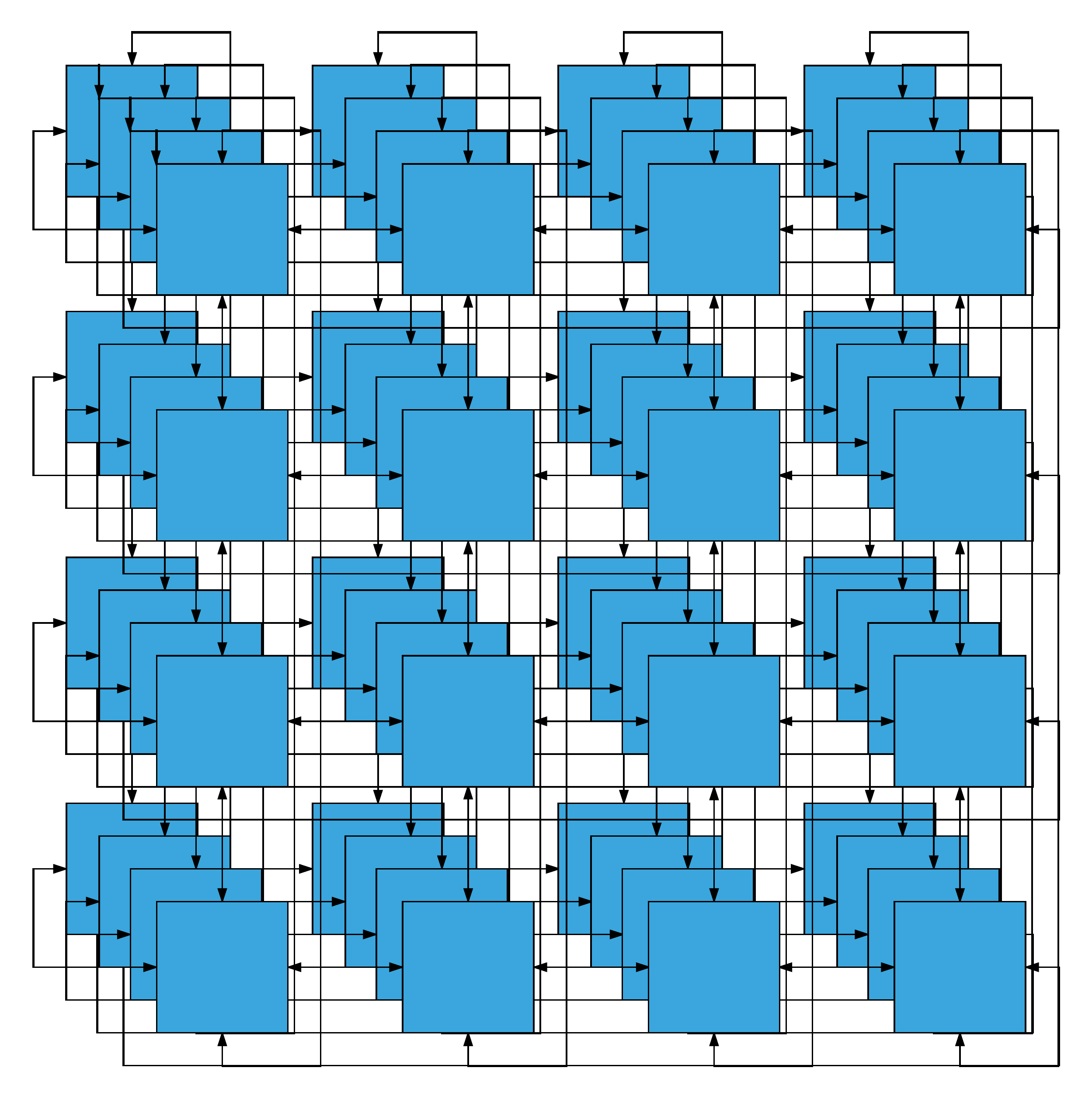
تصویری از 3D Torus

- چنبره یک‌بعدی: فقط یک بعد داریم، n گره در حلقه‌ای بسته به هم متصل می‌شوند که هر گره به دو همسایه نزدیکتر خود متصل است، ارتباط می‌تواند در دو جهت x+ و x- انجام شود. چنبره یک‌بعدی همان اتصال حلقوی است.
- چنبره دوبعدی: دو بعد با درجه ۴ است، گره‌ها در یک شبکه مستطیلی دو بعدی متشکل از n ردیف و n ستون تصور می‌شوند که هر گره به چهار همسایه نزدیکتر خود متصل است و گره‌های متناظر در لبه‌های مقابل به هم متصل هستند. اتصال لبه‌های مخالف را می‌توان با چرخاندن آرایه مستطیلی به شکل یک «لوله» برای اتصال دو لبه مخالف و سپس خم کردن «لوله» به شکل یک چنبره برای اتصال دو لبه دیگر تجسم کرد. ارتباط می‌تواند در چهار جهت +x، −x, +y و −y انجام شود. مجموع گره‌های چنبره دوبعدی n 2 است.
- چنبره سه‌بعدی: سه بعد دارد، گره‌ها در یک شبکه سه‌بعدی به شکل یک منشور مستطیلی تصور می‌شوند که هر گره به ۶ همسایه خود متصل است و گره‌های متناظر در وجوه مقابل آرایه متصل هستند. هر لبه از n گره تشکیل شده‌است. ارتباط می‌تواند در ۶ جهت انجام شود، +x، −x, +y، −y, +z، −z. هر لبه چنبره سه‌بعدی از n گره تشکیل شده‌است. مجموع گره‌های چنبره سه‌بعدی n 3 است.
- چنبره N بعدی: می‌تواند N بعد داشته باشد، هر گره از چنبره N بعدی دارای 2N همسایه است، ارتباط می‌تواند در جهت 2N جهت انجام شود. هر لبه از n گره تشکیل شده‌است. مجموع گره‌های این چنبره n N است. انگیزه اصلی داشتن ابعاد بالاتر چنبره، دستیابی به پهنای باند بالاتر، تأخیر کمتر و مقیاس‌پذیری بالاتر است.

تجسم آرایه‌های با ابعاد بالاتر دشوار است، اما می‌توانیم از قاعده بالا ببینیم که هر بعد بالاتر یک جفت دیگر از اتصالات نزدیکترین همسایه‌ها را به هر گره اضافه می‌کند.

## کارایی
تعدادی از ابر رایانههای موجود در لیست TOP500 از شبکه‌های چنبره سه بعدی استفاده می‌کنند، مثل ژن آبی و Blue Gene/P IBM و Cray XT3. بلوجین شرکت IBM از یک شبکه چنبره‌ای پنج بعدی استفاده می‌کند. کامپیوتر K فوجیتسو و PRIMEHPC FX10 از یک اتصال مش سه بعدی چنبره سه بعدی به نام توفو استفاده می‌کنند.

### شبیه‌سازی عملکرد چنبره سه بعدی
Sandeep Palur و دکتر Ioan Raicu از مؤسسه فناوری ایلینویز آزمایش‌هایی را برای شبیه‌سازی عملکرد چنبره سه بعدی انجام دادند. آزمایش‌های آنها بر روی رایانه‌ای با رم ۲۵۰ گیگابایتی، ۴۸ هسته‌ای با معماری x86_64 انجام شد. شبیه‌سازی که آنها استفاده کردند ROSS (سیستم شبیه‌سازی خوش‌بینانه Rensselaer) بود. آنها عمدتاً بر سه جنبه تمرکز داشتند: ۱. تغییر اندازه شبکه ۲. تغییر تعداد سرور ۲. تغییر اندازه پیام. آنها به این نتیجه رسیدند که با افزایش سرورها و اندازه شبکه، توان عملیاتی (گذردهی) کاهش می‌یابد. در غیر این صورت، با افزایش اندازه پیام، گذردهی افزایش می‌یابد.

### عملکرد محصول چنبره شش بعدی
فوجیتسو لیمیتد یک مدل کامپیوتری چنبره شش بعدی به نام «توفو» را توسعه داد. در مدل آنها، یک چنبره شش بعدی می‌تواند به ۱۰۰ گیگابایت بر ثانیه پهنای باند خارج از تراشه، یعنی ۱۲ برابر مقیاس‌پذیری بالاتر از یک چنبره سه بعدی با عیب‌تابی بالاتر برسد. این مدل در کامپیوتر K و فوگاکو استفاده می‌شود.

## مزایا و معایب

### مزایا
- سرعت بیشتر، تأخیر کمتر

به دلیل اتصال لبه‌های مقابل، داده‌ها گزینه‌های بیشتری برای انتقال از یک گره به گره دیگر دارند که به شدت سرعت را افزایش می‌دهد.
- انصاف بهتر

در یک اتصال مش ۴×۴، بیشترین فاصله بین گره‌ها از گوشه بالا سمت چپ تا گوشه پایین سمت راست است. برای پیمودن طولانی‌ترین مسیر، هر داده شش هاپ طی می‌کند. اما در اتصال چنبره ۴×۴، گوشه بالا سمت چپ می‌تواند تنها با دو هاپ به گوشه پایین سمت راست حرکت کند.
- مصرف انرژی کمتر

از آنجایی که داده‌ها هاپ‌های کمتری دارند، مصرف انرژی کمتر است.

### معایب
- پیچیدگی سیم‌کشی

سیم‌های اضافی می‌توانند روند مسیریابی را در مرحله طراحی فیزیکی دشوارتر کنند. اگر بخواهیم سیم‌های بیشتری را روی تراشه قرار دهیم، احتمالاً باید تعداد لایه‌های فلزی را افزایش دهیم یا تراکم روی تراشه را کاهش دهیم که گران‌تر است. در غیر این صورت، سیم‌هایی که لبه‌های مقابل را به هم متصل می‌کنند می‌توانند بسیار طولانی‌تر از سیم‌های دیگر باشند. این نابرابری طول لینک‌ها می‌تواند به دلیل تاخیر RC مشکلاتی را ایجاد کند.
- هزینه

با اینکه که ممکن است لینک‌های پوشیده دراز ساده‌ترین راه برای تجسم توپولوژی اتصال باشد، در عمل محدودیت‌های طول کابل اغلب باعث می‌شود که این لینک‌های پوشیده دراز غیرکاربردی باشد. درعوض، گره‌هایی که مستقیماً به هم متصل شده‌اند - از جمله گره‌هایی که تجسم بالا روی لبه‌های مخالف یک شبکه قرار می‌دهند، که توسط یک پیوند لینک پوشیده دراز به هم متصل شده‌اند - از نظر فیزیکی تقریباً در مجاورت یکدیگر در یک شبکه چنبره تا شده قرار می‌گیرند. هر لینک در شبکه چنبره‌ای تا شده بسیار کوتاه است - تقریباً به اندازه لینک‌های همسایه در یک اتصال ساده شبکه - و بنابراین تأخیر کمی نیز دارد.